# Unione Laurediana
L'Unione Laurediana (in catalano Unió Laurediana, abbreviato in UL) è un partito politico andorrano.

## Storia
Fondato nel 1997, si presentò per la prima volta alle elezioni del 2001, in cui ottenne il 55,8% nella Parrocchia di Sant Julià de Lòria (grazie alla desistenza Partito Liberale d'Andorra), corrispondente al 7,9% a livello nazionale, che gli fruttò due seggi al Consell General.
Non si presentò invece alle elezioni del 2005, mentre a quelle del 2009 entrò nella Coalizione Riformista, guidata dal Partito Liberale, ri-ottenendo i due parlamentari della Parrocchia di Sant Julià de Lòria.
Alle elezioni del 2011 si presentò nuovamente da sola, con la desistenza dei Democratici per Andorra (l'evoluzione della Coalizione Riformista), ottenendo nella propria parrocchia il 61,8% e i due seggi in palio.
Alle elezioni del 2015 corse di nuovo insieme ai Liberali.

## Ideologia
È un partito regionalista e conservatore  che difende gli interessi della Parrocchia di Sant Julià de Lòria. Non si presenta a livello nazionale, ma esclusivamente nella sua parrocchia.

## Risultati elettorali
| Elezioni         | Voti  | Seggi   |
| ---------------- | ----- | ------- |
| Legislative 2001 | 813   | 2 / 28  |
| Legislative 2009 | 4 747 | 11 / 28 |
| Legislative 2019 | 3 975 | 4 / 28  |